# 卡馬

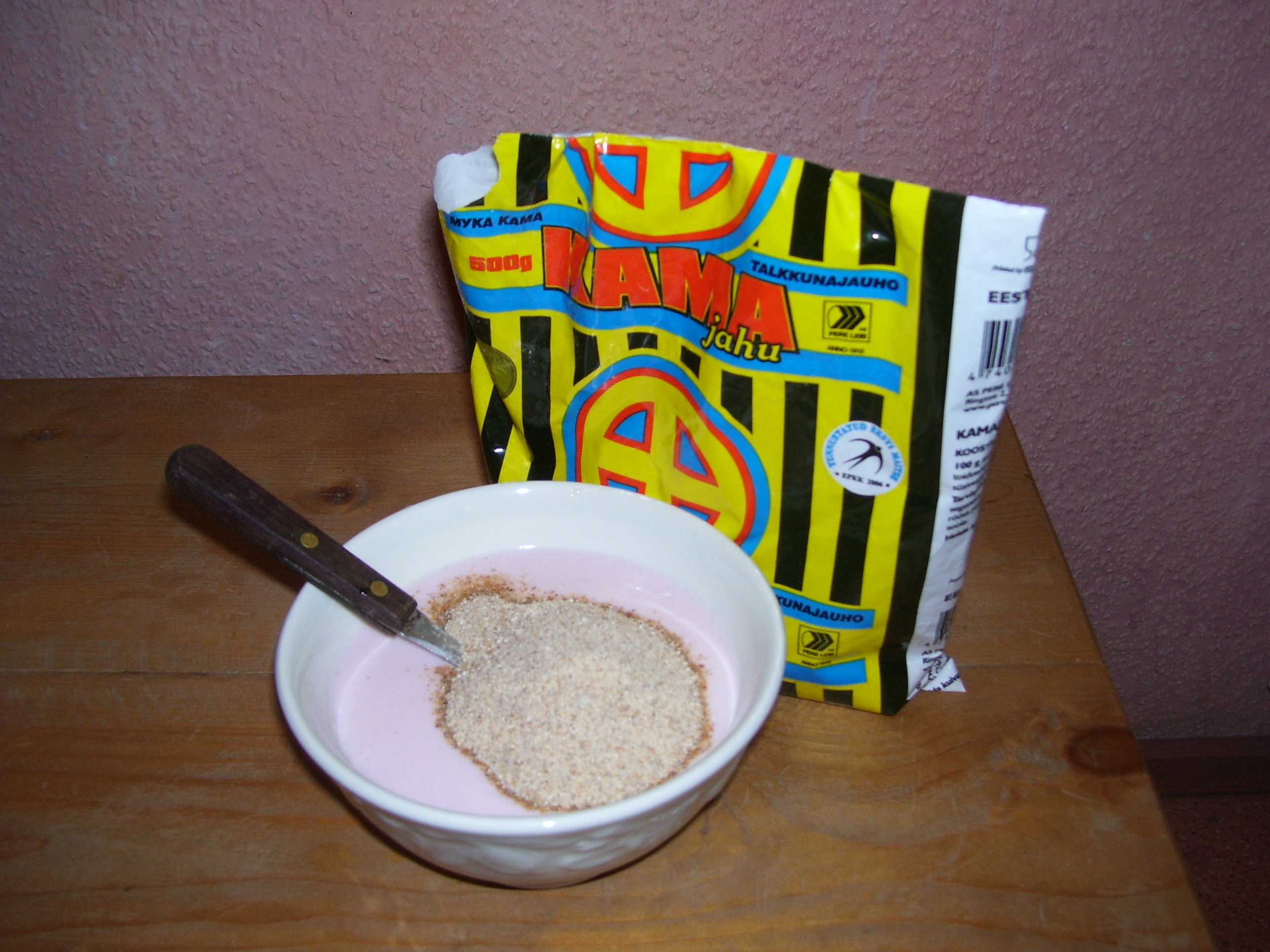
一碗卡马粉

卡馬是一種流行於愛沙尼亞和芬蘭的傳統食物。卡馬是大麥粉、裸麥粉、燕麥粉和豌豆粉的混合物。燕麥粉有時可以被小麥粉取代，有時黑豆粉也會被加入其中。由於卡馬不易變質，易於攜帶，可以和黃油或豬肉等攪拌後迅速作為充飢零食使用。卡馬本身已經經過加工，因此不需要再加熱。卡馬現在也被用來製作甜點。卡馬經常在早餐時和牛奶或優格一起食用。卡馬被視為愛沙尼亞的國民級食品，可以在一些禮品店買到。在愛沙尼亞和芬蘭的口語中，卡馬可以指「東西」，但有時也可以指麻醉劑。